# Bateria 3R12

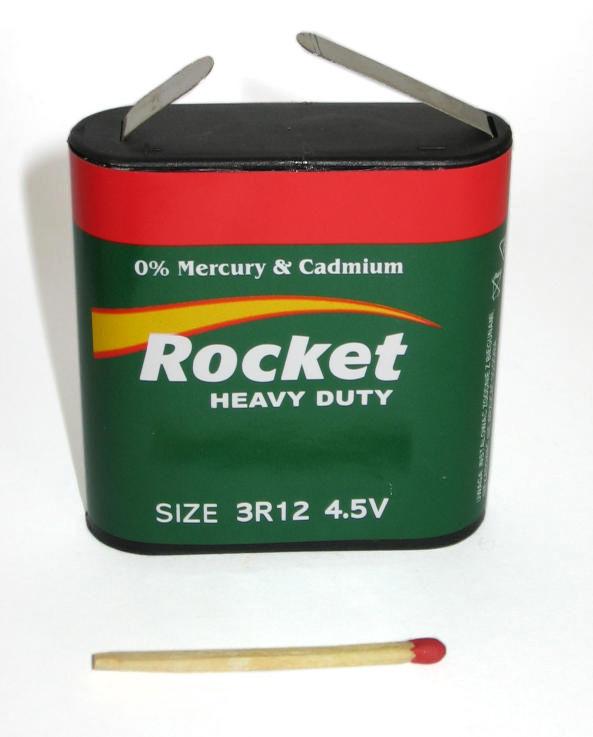
Bateria płaska

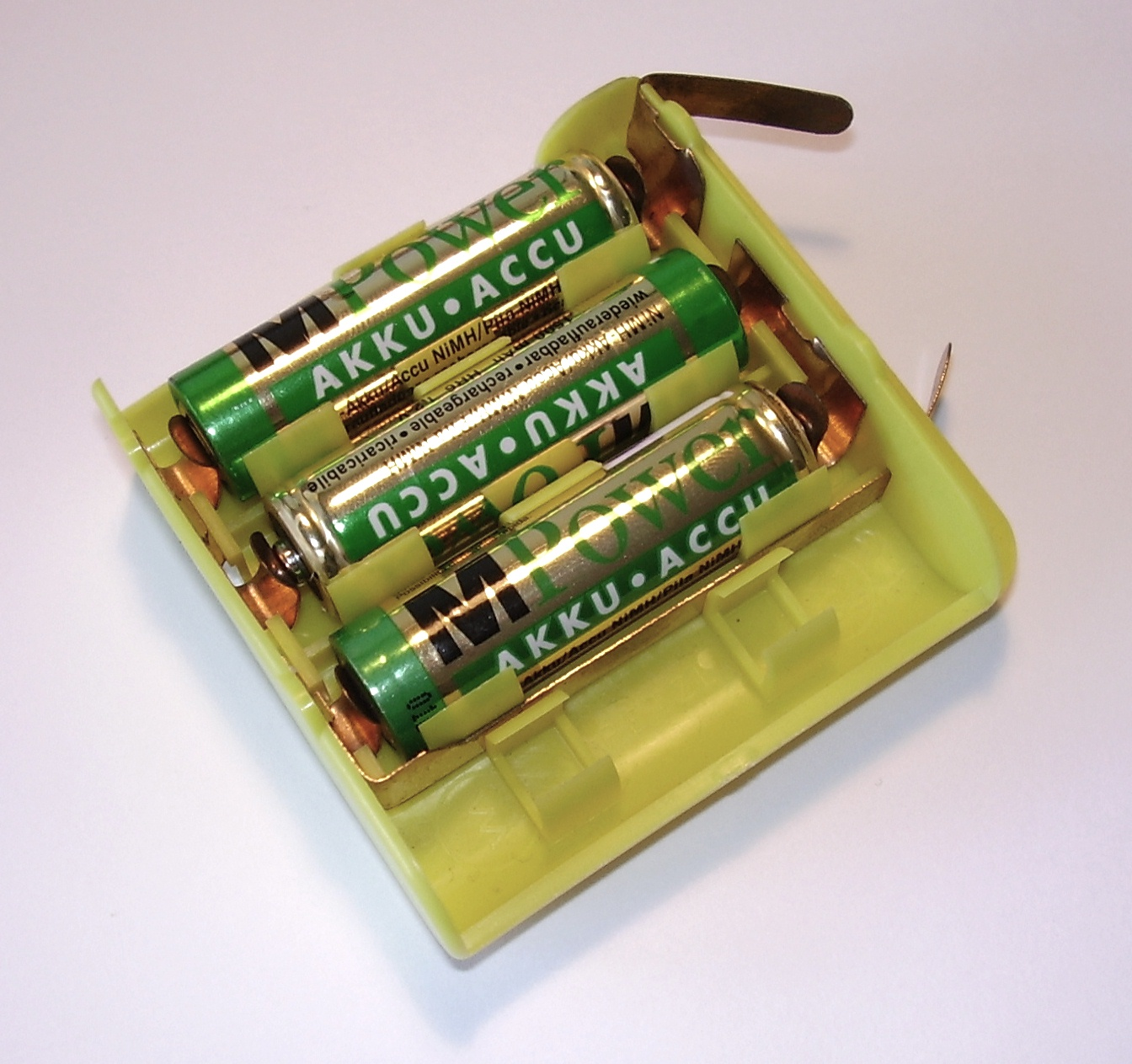
Adapter 3R12/3LR6 na baterie AA

Bateria 3R12 (tzw. bateria płaska) – bateria trzech ogniw galwanicznych R12 połączonych szeregowo, zamkniętych w kartonowej (zazwyczaj) obudowie, w której wyprowadzenia są w postaci dwóch blaszek (dłuższa ma potencjał ujemny).
Odmiana złożona z ogniw alkalicznych oznaczona jest 3LR12.

## Dane
- wymiary: 70 × 60 × 22 mm
- napięcie: 4,5 V

Dawniej bardzo popularna do zasilania latarek, rzadziej innych przenośnych urządzeń elektrycznych, np. zabawek lub odbiorników radiowych na tranzystorach. Dzisiaj rzadziej spotykana, gdyż większość przenośnych urządzeń jest zasilana z połączonych szeregowo pojedynczych ogniw galwanicznych.
Przydatność baterii 3LR12 nie jest jeszcze przesądzona ze względu na ich znaczącą przewagę ładunku w porównaniu z połączonymi 3 ogniwami LR6. Nowe ogniwa 3LR12 mają pojemność blisko 5900 mAh w porównaniu z 2700 mAh, jakie dają 3 ogniwa AA/LR6.

## Linki
- https://www.wikidata.org/wiki/Q1387183